# Gara Kilburn High Road
Kilburn High Road este o stație în rețeaua London Overground pe linia Londra Euston–Watford, situată la capătul de sud al Kilburn High Road, Londra NW6, în burgul Camden.

## Istoric
Gara Kilburn High Road a fost deschisă în 1852 ca stația Kilburn & Maida Vale de către London and North Western Railway (LNWR). La începutul secolului al XX-lea, gara avea peroane pe toate cele patru linii din Euston, dar după construcția liniei din Euston către Watford, serviciul local a preluat peroanele liniei principale lente, serviciile magistralei lente (semi-rapide) au fost deviate pe ceea ce fuseseră peroanele liniei principale rapide, iar magistrala rapidă au fost mutată spre sud. Peroanele magistralei lente (anterior rapide) au fost demolate aproape în întregime în timpul electrificării magistralei West Coast, ultima clădire a peroanelor dispărând în anii 1980, când au fost scoase acoperișurile peroanelor LNWR. Pasarela actuală și clădirile la nivel cu strada nu sunt atât rezultatul modernizării, cât a trei sau patru incendii majore care au avut loc aici de la începutul anilor '70.

## În cultura populară
- Kilburn and the High Roads, o trupă din care făcea parte și Ian Dury, a produs un album, Handsome, în 1975.
- Gara este menționată într-un cântec de Flogging Molly, „Kilburn High Road”, care apare pe albumul Drunken Lullabies din 2002.

## Servicii
Serviciile în afara orelor de vârf în toate zilele săptămânii sunt:
- 4 trenuri pe oră spre Londra Euston
- 4 trenuri pe oră spre Watford Junction

| Stația precedentă                  |  | London Overground |  | Stația următoare            |
| ---------------------------------- |  | ----------------- |  | --------------------------- |
| Queen's Parkcătre Watford Junction |  | Linia Watford DC  |  | South Hampsteadcătre Euston |

## Utilizare de către London Underground
Gara este folosită ocazional ca punct de întoarcere de vagoane fără pasageri de pe linia Bakerloo a Metroului din Londra, atunci când acestea se află în imposibilitatea de a accesa platformele de la stația Queen's Park din cauza lucrărilor sau defecțiunilor și nu pot întoarce mai departe pe linie. Astfel, cea de-a patra șină continuă până în Kilburn High Road pentru a permite aceste manevre, dar transportul de pasageri până la Kilburn High Road cu trenurile London Underground nu este permisă, deoarece înălțimea peronului este proiectată pentru trenurile National Rail (peroanele pe această linie la nord de stația Queen's Park se află la o înălțime de „tranziție”, mai mare decât cea a peroanelor LU, dar mai mică decât cea a peroanelor NR). De asemenea, trenurile LU operează și una sau două călătorii de mentenanță în fiecare zi, pentru a curăța cea de-a patra șină pentru vizitele rare neprogramate deviate aici. Kilburn High Road apare pe hărțile interne ale Metroului din Londra în acest scop.

## Conexiuni
Spre vest, la o distanță scurtă care poate fi parcursă pe jos, se află Kilburn Park, stație de metrou pe linia Bakerloo.
De asemenea, rutele de autobuz 16, 31, 32, 98, 206, 316, 328 și 632 și rutele de noapte N16, N28 și N31 ale rețelei London Buses deservesc gara.